# Света Параскева (Селановци)
„Света Параскева“ или „Света Петка“ е православна църква в оряховското село Селановци, част от Врачанската епархия на Българската православна църква.

## История
Църквата е построена през 1870 година. Зографията в нея е изписана от дебърските майстори Мирон Илиев и Мелетий Божинов в 1892 година.